# 夜行多露
《夜行多露》（英語：After Office Hours）是一部1935年電影，由勞勃·Z·李安納執導。主演是奇勒·基寶和康斯坦斯·班尼特。
《夜行多露》是第二次也是最後一次奇勒·基寶與康斯坦斯·班尼特一起演出的電影，他們於4年前曾在《The Easiest Way》（1931年）中演出。

## 演員

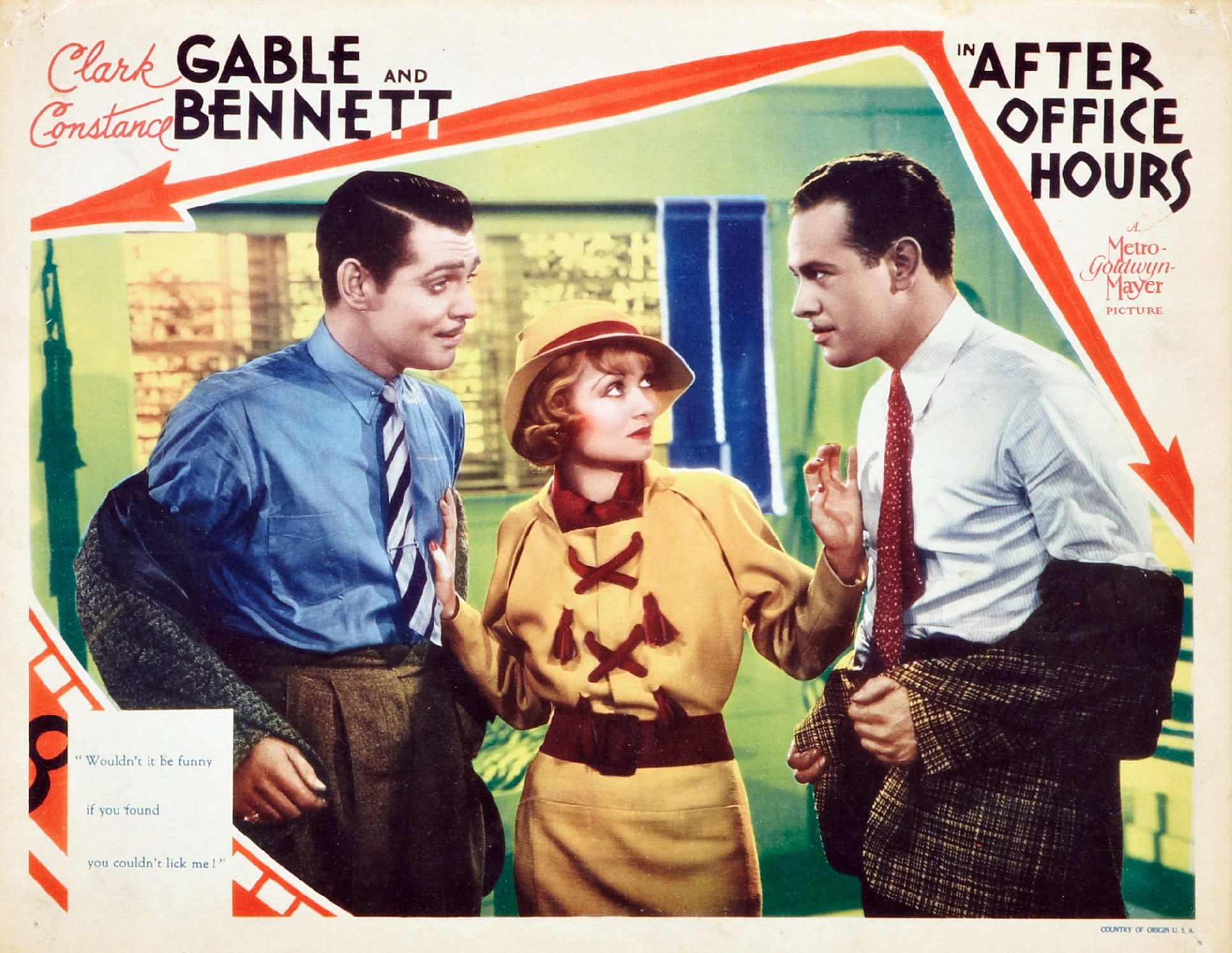
大堂卡

- 康斯坦斯·班尼特（英语：Constance Bennett） 飾 Sharon Norwood
- 奇勒·基寶 飾 James 'Jim' Branch
- 斯圖亞特·埃爾溫（英语：Stuart Erwin） 飾 Hank Parr
- 碧莉·伯克 飾 Mrs. Norwood
- 哈維·史蒂芬斯（英语：Harvey Stephens） 飾 Tommy Bannister
- 卡瑟琳·亞歷山大（英语：Katharine Alexander） 飾 Julia Patterson
- Hale Hamilton（英语：Hale Hamilton） 飾 Henry King Patterson
- 亨利·特拉弗斯（英语：Henry Travers） 飾 Cap
- 亨利·阿爾梅塔（英语：Henry Armetta） 飾 意大利餐館老闆
- 查爾斯·里希曼（英语：Charles Richman (actor)） 飾 Jordan
- 赫爾伯特·布斯頓（英语：Herbert Bunston） 飾 Barlow
- 瑪格麗特·杜蒙（英语：Margaret Dumont） 飾 Mrs. Murchison
- 威廉·捷馬雷斯特（英语：William Demarest） 飾 警探

## 外部連結
- 互联网电影数据库（IMDb）上《夜行多露》的资料（英文）
- AllMovie上《夜行多露》的资料（英文）
- TCM电影资料库上《夜行多露》的资料（英文）
- 美国电影学会目录上的《After Office Hours》（英文）